# Hard Rock Hallelujah
Hard Rock Hallelujah és la cançó de Lordi, de Finlàndia que va guanyar el Festival d'Eurovisió 2006, celebrat a Atenes, Grècia. Van aconseguir un total de 292 punts, tot un rècord en la història del Festival.
El 26 de maig de 2006, es va trencar el rècord mundial Guiness de Karaoke quant prop de 80.000 persones van cantar Hard rock Allelujah a Helsinki per celebrar la seva victòria a Eurovisió.
Malgrat ser acusats de satanisme per la seva interpretació per part de la crítica, va ser el grup amb major puntuació que es va endur la victòria en el concurs eurovisiuamb un gran impacte dels mitjans de comunicació per internet.

## Llista de cançons
1. Hard Rock Hallelujah (Eurovicious Radio Edit)
2. Hard Rock Hallelujah
3. Mr. Killjoy

## Posició europea
| CHART (2006)                 | Posició |
| ---------------------------- | ------- |
| Àustria                      | 2       |
| Bèlgica (Flandes)            | 2       |
| Bèlgica (Wallonia)           | 21      |
| Dinamarca                    | 3       |
| Europa                       | 7       |
| Illes Faroe                  | 2       |
| Finlàndia                    | 1       |
| Alemanya (+150,000 venuts)   | 5       |
| Grècia                       | 6       |
| Irlanda "iTunes Music Store" | 1       |
| Irlanda                      | 4       |
| Països Baixos                | 27      |
| Noruega                      | 9       |
| Eslovènia                    | 3       |
| Suècia                       | 8       |
| Suïssa                       | 5       |
| Regne Unit                   | 25      |